# アマチュア無線の周波数帯
アマチュア無線の周波数帯（アマチュアむせんのしゅうはすうたい）とは、アマチュア無線用に割り当てられた周波数帯である。アマチュアバンドやハムバンドとも呼ばれる。

## 概説
電波は有限の資源であるため、国際電気通信連合は国際電気通信連合憲章に規定する無線通信規則（以下RRと略称）により、用途毎に周波数を各国に分配している。アマチュア業務についても長波からミリ波に至るまでの間に点在している。
RRによる分配は、下記を参照。
- 長波#アマチュア無線
- 中波#アマチュア無線
- 短波#アマチュア無線
- 超短波#アマチュア無線
- 極超短波#アマチュア無線
- センチメートル波#アマチュア無線
- ミリ波#アマチュア無線

この中から、各国の主管庁がアマチュア業務に割り当てるものとしており、日本での割当ては、必ずしも外国のものと一致しない。
RRでは世界を、
- 第1地域 - ロシアを含むヨーロッパとアフリカ
- 第2地域 - ハワイを含むアメリカ州
- 第3地域 - 極東ロシア・ハワイを除く太平洋地域、オセアニア・アジアと日本が属する。

の3つの地域（ITU地域）に区分しており、220MHz帯や900MHz帯など第3地域に分配されていない、つまり日本でアマチュア業務に割り当てられないバンドがある。また70MHz帯など、RRではアマチュア業務に分配されていないが、各国の主管庁の判断で、アマチュア業務に割り当てられている周波数帯もある。

## 日本
総務省が電波法に基づく告示周波数割当計画により、業務毎に周波数を割り当てるものとしている。この告示 第2 周波数割当表 1.(3)において、その業務が優先するものを「一次業務」と、他の業務に劣後するものを「二次業務」と規定している。二次業務の局は一次業務の局による混信などから保護されず、一次業務の通信が後から始めたものであっても妨害してはならない。
また「小電力業務用」も規定しているが、これは免許不要局のことであり、一次業務にも二次業務にも劣後する。更に、周波数割当表の第1表および第2表の脚注によりISMバンド内にある周波数帯では、ISM機器からの有害な混信を容認しなければならない。
周波数割当計画の中からアマチュア業務に割り当てたものが、告示アマチュア局が動作することを許される周波数帯である。歴史の#電波法の475kHz帯を見ればわかるように、この告示に掲載されていなければ、RRや周波数割当計画でアマチュア業務に割り当てることができるとされても使用することはできない。また、この告示では原則としてバンドの中央周波数を指定周波数としている。
頻用されるバンドである10.4GHz帯までは、細かく通信の方法ごとに告示アマチュア業務に使用する電波の型式及び周波数の使用区別（通称「バンドプラン」）による利用区分に使用する帯域が規定されている。これは、防衛用無線局、在日米軍の無線局以外の業務用無線局は固定周波数であるのに対し、アマチュア局はアマチュアバンドという幅をもって割り当てられるため、任意の周波数、任意の電波型式で運用して、混信その他の妨害を与えないよう予防するためである。

### 割当てとその特徴
アマチュアバンドは、周波数帯域の波長に対応したバンド名でも呼ばれる。例えば、7MHz帯を40mバンド、50MHz帯を6mバンドと呼ぶ。以下、バンド毎の電波伝播、バンドプランによる利用区分や実態などの特徴を説明する。
なお、第三級または第二級以上のアマチュア無線技士に許可されるバンドがあり、また、第四級アマチュア無線技士には電信が許可されない。これらは、政令電波法施行令に規定されている。
- ■＝第三級アマチュア無線技士以上に許可されるバンド。
- ■＝第二級アマチュア無線技士以上に許可されるバンド。

| 周波数帯 （バンド=波長） | 利用可能周波数 （指定周波数） | 特徴 |
| ------------------------ | --- | --- |
| 135kHz帯 (2220m)         | 135.7～137.8kHz (136.75kHz) | - 長波に属し、475kHz帯を上回る長さのアンテナを要するため、よりよいアンテナの効率が必要とされる。 様々なノイズやバンド近傍には大出力の業務無線局が多く、高度な技術が求められる。海外では大陸間の数千キロのスケールでの交信が達成されている。 - 電信およびPSK31など占有周波数帯幅200Hz以下の狭帯域データ伝送が許可される。 - EIRP（等価等方輻射電力）は1W以下が許可される。 - アマチュア業務は二次業務であるほか、鉄道線路付近では、高周波利用設備を使用する列車の管理システム等に対する障害を避けるための特別な措置が免許条件とされる。 |
| 475kHz帯 (600m)          | 472～479kHz (475.5kHz) | - 中波に属し、1.8MHz帯を上回る長さのアンテナを要する。 - EIRPは1W以下が許可される。 - アマチュア業務は二次業務である。 - 航空無線航行業務の局に妨害を与えてはならない。 |
| 1.8/1.9MHz帯 (160m)      | 1800～1875kHz, 1907.5～1912.5kHz (1910kHz) | - 夜間には電離層（E層）の反射により、長距離の通信が可能である。信号強度の変動（フェージング）が大きい。 - 135kHz帯および475kHz帯が開放されるまで最も低い（波長が長い）バンドであり、「トップ・バンド」の別名がある。 - 半波長ダイポール・アンテナの場合、約80mの長さのエレメントを必要とする。このため、コイル等を使用し短縮されたアンテナが多く利用されている。野外に長いアンテナを設置して移動運用する局も多い。 - 主に1810～1825kHzは日本国外との通信、1907.5～1912.5kHzは日本国内との通信に用いられる。 |
| 3.5MHz帯 (80m)           | 3500～3580kHz, 3599～3612kHz, 3662～3687kHz (3537.5kHz) | - 短波に属し、夜間に長距離の通信が可能。季節による変動は少ないので、7MHz帯の国内伝播が不感となりやすい（スキップしやすい）冬季には利用者が多い。季節によっては空電ノイズが多くなる。電離層（F層）での反射効率が7MHz帯よりもやや悪く、10W程度の空中線電力と半波長ダイポール・アンテナでは1000km以上の交信はやや難しくなる。 - SSBは国内のラグチュー（雑談）に多く利用され、夜間の利用者が多い。のんびりした雰囲気で長話が楽しめる。「サンハン」（サン=3、ハン=半=5）と呼ばれ親しまれている。 - 電信は、SSB同様に、国内局同士での和文電信が多く運用されている。 - 半波長ダイポール・アンテナの場合、約40mの長さのエレメントを必要とする。このため、コイル等を利用し短縮されたアンテナが多く利用されている。 |
| 3.8MHz帯 (75m)           | 3702～3716kHz, 3745～3777kHz, 3791～3805kHz (3798kHz) | - 3.5MHz帯は周波数割当ての関係で国外との交信が出来ないため、このバンドが割り当てられた。 |
| 7MHz帯 (40m)             | 7000～7200kHz (7100kHz) | - 一日中、国内全域に安定した通信が可能で、短波帯で最も人気のあるバンドでもある。以前は利用者数に対してバンドが狭い(100kHz)ため、常に混雑している状態であったが、利用者数の減少と2009年のバンド幅の拡張(200kHz)により緩和された。 - 夜間は、国内の近距離がスキップ状態となり、国内の遠距離と、国外との長距離通信が可能となる。 - 欧文電信だけでなく、和文電信も多く運用されている。 - RR第2地域では7300kHzまで開放されており、第1地域および第3地域の電話バンドは一部が重なるのみ（7150～7200kHzまで）である。 - OTHレーダーからと思われる妨害波（ウッドペッカー・ノイズ）の影響を受けることがある。 |
| 10MHz帯 (30m)            | 10100～10150kHz （10125kHz） | - 国内外に安定した通信が可能である。 - 電信および狭帯域データ伝送が許可される。 - WARCバンドのひとつである。 - アマチュア業務以外の外国の他の業務の局に妨害を与えてはならない。 - コンテストの対象外である。 |
| 14MHz帯 (20m)            | 14000～14350kHz (14175kHz) | - DXのメインストリートと呼ばれ、アマチュアバンドの中で最も遠距離通信に適した周波数帯と言われている。 - 国内、国外共に非常に安定した通信が可能。ただし、太陽活動極小期は国内交信も困難になり、夏期（5月～9月）にスポラディックE層（通称Eスポ）が突発的に発生する時期等にだけ国内伝播が開ける。一方、太陽活動極大期は、国内全域（同一県内および北海道から沖縄まで）と、さらには世界へと地球全域に、安定した伝播が可能となる。 - DXペディション（主に世界各地の無人島や住民の少ない島からの移動運用）にも多く利用されている。ペディション局は必ずと言えるほど、この周波数帯での運用を行なうことが多い。 |
| 18MHz帯 (17m)            | 18068～18168kHz (18118kHz) | - 国内外共に安定した通信が可能であり、基本的には14MHz帯に類似する。 - WARCバンドのひとつである。 - コンテストの対象外である。 |
| 21MHz帯 (15m)            | 21000～21450kHz (21225kHz) | - 伝播状態の変化が大きく14MHz帯のような安定性は無いが、国外との通信が容易で、第四級アマチュア無線技士でも運用できるため短波帯の入門バンドといわれており、7MHz帯の次に人気があるバンドである。 - 電離層の反射効率が良く、比較的小電力（10W以下）でもDX（海外）と交信できる。 - 春、秋には国外への伝播状態が大変良好になるので、小電力局は、この時期が海外交信のチャンスである。 - Eスポ発生時には、国内通信が大変に良好である。 |
| 24MHz帯 (12m)            | 24890～24990kHz (24940kHz) | - 21MHz帯と28MHz帯の中間的な性質を持ち、太陽活動の影響が大きい。 - ウッドペッカー・ノイズの影響を受けることがある。 - WARCバンドのひとつである。 - コンテストの対象外である。 - 運用者が少ない。 |
| 28MHz帯 (10m)            | 28～29.7MHz (28.85MHz) | - 太陽活動の影響を大きく受け、黒点数が多い時期には長距離の通信(DX)が比較的容易にでき、小電力（10W以下）でも遠距離海外通信ができる。ただし太陽活動低迷時期は、閑散としている。 - Eスポ発生時には、国内外との長距離通信ができる。 - 短波で唯一FMが許可される。レピーター（中継局）、アマチュア衛星通信も許可される。 - 東南アジア方面の違法市民ラジオ電波がバンド全体に存在する。 - FM放送に対するBCIなどのインターフェアに注意が必要なバンドである。場合によっては、無線機とアンテナの間にローパスフィルタの装入が必要である。 |
| 50MHz帯 (6m)             | 50～54MHz (52MHz) | - VHFに属し、通常の伝播は見通し距離内の直接波・大地反射波による伝播で100km以内であるが、Eスポ発生時には300～1500kmの伝播が可能となる。スキップゾーンは100～300kmで、この区間は伝播チャンスが少ない。（ただし高利得のアンテナ、良好なロケーション同士ならば交信が可能） - 異常伝播が発生するバンドとしても有名（Eスポ反射、赤道横断伝播など）で、「マジック・バンド」「ミラクル・バンド」とも呼ばれることがある。 - 異常伝播発生時、国外との交信も出来る。南太平洋のフィジー島、ソロモン諸島、東南アジアのベトナムなどの地域とは比較的交信のチャンスがある。無線局のロケーション条件に依存するが、アフリカやヨーロッパへの伝播が可能なチャンスが太陽黒点極小期でも意外に多いことが知られるようになってきた。なお、異常伝播によらない長距離交信が繰り返し試みられた歴史があり、1982年には南大東島―ブラジル間の対蹠点交信による世界最長到達記録が樹立された。 - 平日は静かだが、土日は移動運用局が多い。移動局は人気が高く、良く呼ばれている。Eスポ発生時には、パイルアップで賑わう。 - 波長が 6m でアンテナも容易に設置可能なため、集合住宅にアンテナを設置して運用する無線家（通称「アパマンハム」アパート・マンション・ハムの略）も多い。 - 1970年代ころまでは入門バンドとして人気があり、松下電器産業（現 パナソニック）の「RJX-601」が一世を風靡した。現在でも根強い人気がある。 - 1975年ころよりAMからSSBへの移行が起こり、現在ではSSBの運用が主流である。1960年代までアマチュア無線における通信方式で主流であったAMは、現在でも一部の愛好家が根強く運用を続けている。 - 現在でも、礼儀正しい言葉遣いや自作機による運用など、往年のアマチュア無線の雰囲気が色濃く残っている。 - 51MHz以上はFMが多く利用される。 - 地上デジタルテレビ放送への全面移行までは、TVI・BCIなどのインターフェアに注意が必要なバンドであった（周波数の第二高調波がテレビの2～3チャンネル周辺、第四高調波が10チャンネル周辺に当たったため）。 - EME（月面反射通信）が許可される。 - 総合通信局（沖縄総合通信事務所を含む。以下同じ。）は電監規正局（特別業務の局）により規正通信を行える。 - かつてはITU地域の第二地域と第三地域にのみ割り当てられていたが、今日ではほぼ世界的にアマチュア無線に割り当てられている。 |
| 144MHz帯 (2m)            | 144～146MHz (145MHz) | - 対流圏内にラジオダクトと呼ばれる異常伝播経路が出来ることにより、国内の遠距離や極東地域と交信ができる場合がある。赤道横断伝播と呼ばれる異常伝播では、オーストラリアなどの海外と交信できることが稀にある。 - アンテナが手頃な大きさにできるため、モービル（自動車）からの運用が盛んである。 - ダンプカーやトラックの運転手などによる無免許の不法無線局の運用が目立つ。また、狩猟シーズンになると、猟犬用発信機（ドッグマーカ）や罠用発信機によって、正規のアマチュア局の運用やアマチュア衛星通信に支障をきたしており、総合通信局、警察による取締りの強化が要望されている。総合通信局と日本アマチュア無線連盟（JARL）は電監規正局とアマチュアガイダンス局（特別業務の局）により規正通信を行っている。 - アマチュア衛星通信、EMEが許可される。 |
| 430MHz帯 (70cm)          | 430～440MHz (435MHz) | - UHFに属し、見通し距離内(約100km未満)の直接波による極めて安定した通信が出来る。 - ラジオダクトが出来ることが稀にあり、1000km以上の交信が出来る場合がある。 - 波長が短くアンテナも短いことからハンディ機も多く、入門用の人気バンドとなっていたが、携帯電話の普及に伴い、運用者が激減している。 - 不特定局への呼び出し (CQ) が活発に行われている。FMによる近距離通信が主流である。 - 144MHz帯ともども、ダンプカーやトラックの運転手などによる無免許の不法無線局の運用が目立つ。総合通信局、警察による取締りの強化が要望されている。総合通信局とJARLは電監規正局とアマチュアガイダンス局により規正通信を行っている。 - WiRES-II（八重洲無線が提唱するインターネットによる公衆線中継伝送）が利用されている。 - D-STAR・C4FMでのデジタル通信が行われている。 - レピーター、アマチュア衛星通信、EMEが許可される。 - 自ら電波を発するアクティブ形の電子タグ（RFID、欧米では433MHzを使用）が国際輸送用データ伝送用特定小電力無線局として433.92MHz（帯域幅最大500kHz）に割り当てられている。これは免許不要局の一種で、アマチュア局が優先するが干渉が懸念される。 |
| 1200MHz帯 (23cm)         | 1260～1300MHz (1280MHz) | - アマチュア局は二次業務である。 - 電波の直進性が強く、地上伝播上の減衰を受けやすい。 - 波長が非常に短く、アンテナの加工精度や給電ケーブルの損失などの技術的困難さがあるが、それらを克服して楽しむアマチュア無線家も多い。 - デジタル通信にも用いられている。その一種として、JARLがD-STARプロジェクトを行っている。 - レピーター、アマチュア衛星通信、EME、ATV（アマチュアテレビ）が許可される。 - 総合通信局は電監規正局により規正通信を行える。 - 次の一次業務を妨害してはならない。（電波法により罰せられる） - 公共業務用として無線標定に使用され、準天頂衛星システムみちびきが補強信号LEXに1278.75MHz（帯域幅42MHz）を使用している。 - 放送事業用としてFPUにフルモードで1252～1291MHzの1MHz間隔40波（帯域幅17.5MHz）、ハーフモードで1247.5～1295.5MHzの1MHz間隔49波（帯域幅8.5MHz）が設定されている。運用調整としてレピーターはマラソン中継などで一定期間電波の発射停止を要請されることがある。 - 一般業務用としてラジコンヘリコプター等からの近距離映像伝送用に1281.5MHz（帯域幅6MHz）が割り当てられている。 |
| 2400MHz帯 (13cm)         | 2400～2450MHz (2425MHz) | - アマチュア局は二次業務である。 - 無線LAN（一次業務）などで多く使われていることから、令和５年３月２２日より、免許申請及び変更申請によって新たにこの周波数を申請する場合は確認書の差し入れが義務化された。 - 電波の直進性が強く、地上伝播上の減衰を受けやすい。 - アマチュア無線機やアンテナの市販品はほとんど無く、同周波数帯の他業務用機器を改造する場合が多い。 - レピーター、アマチュア衛星通信、EME、ATVが許可される。 - ISMバンド内にあり、電子レンジや工業用マイクロ波加熱装置は2450MHzを利用しているため、動作中は強力な混信を受ける。 - 次の一次業務に対し妨害を与えてはならない。（電波法により罰せられる） - RFIDに移動体識別用構内無線局に2448.875MHz（帯域幅43.75MHz）が割り当てられている。アマチュア業務はこれを妨害してはならない。 - 免許不要局として、無線LAN（Wi-Fi）やBluetoothやコードレス電話や模型用ラジコンに小電力データ通信システムに2400～2483.5MHzが、RFIDに移動体識別用特定小電力無線局に2441.75MHz（帯域幅83.5MHz）と2448.875MHz（帯域幅5.5MHz）が割り当てられている。都市部での無線LANの混信は回避しづらいため、上述の確認書により住宅地では運用しないことを求められている。 |
| 5750MHz帯 (5cm)          | 5650～5850MHz (5750MHz) | - アマチュア局は二次業務である。 - 無線LAN（一次業務）などで多く使われていることから、令和５年３月２２日より、免許申請及び変更申請によって新たにこの周波数を申請する場合は確認書の差し入れが義務化された。 - SHFに属する。 - アマチュア無線機やアンテナの市販品は無く、10.1GHz帯以上と同様にキットや業務用の放出品を利用するしかなかった。 - 無人移動体画像伝送システムの制度化の直後にアマチュア無線でのFPV、ドローン（無人航空機）の利用が明確化された。これ用の送信機・受信機に国産品は無く、外国からの輸入に頼らざるをえない。 - レピーター、EME、アマチュア衛星通信、ATV、アシスト（レピーター相互の通信を行う）局が許可される。 - 次の一次業務を妨害してはならない。（電波法により罰せられる） - 無線標定用の一次業務として、各種レーダーに割り当てられている。 - 5650～5755MHzは、一次業務として無人移動体画像伝送システムが5MHzシステムで21波 (帯域幅4.5MHz)、10MHzシステムで10波 （帯域幅9MHz）、20MHzシステムで5波 （帯域幅19.7MHz）が設定されている。 - 5650～5725MHzは、無線LANに小電力データ通信システムとして割り当てられている。都市部での無線LANの混信は回避しづらいため、上述の確認書により住宅地では運用しないことを求められている。 - 5770～5850MHzは、DSRCシステムに割り当てられ、その一部がETCシステムとして利用されている。 - 5770～5810MHzの基地局側は一次業務である。 - 5810～5850MHzの移動局側には無線機器製造事業用および電波伝搬試験用の二次業務の局がある。また、狭域通信システムの陸上移動局および狭域通信システムの陸上移動局の無線設備の試験のための通信を行う無線局という免許不要局もある。同じ二次業務では先に通信している側が優先し、ETC車載機等に対してはアマチュア局が優先するが、DSRCは道路交通に係わるシステムでもあり、システム周辺での運用には注意を要する。 - 5725～5850MHzはISMバンド内にある。 |
| 10.1GHz帯以上 (3cm以下)  | 10～10.25GHz (10.125GHz) 10.45～10.5GHz (10.475GHz) 24～24.05GHz (24.025GHz) 47～47.2GHz (47.1GHz) 77.5～78GHz (77.75GHz) 134～136GHz (135GHz) 248～250GHz (249GHz) | - SHFからミリ波に属し、バンド幅がとても広い(50～2000MHz)。 - アマチュア無線機やアンテナの市販品は無く、同軸ケーブルでの損失も大きいため、導波管が用いられる。144～1200MHz帯用の親機にトランスバーター（周波数変換装置、ほとんどがキットを組み立てたり、業務用の放出品を利用して自作したもの）を接続して運用する場合が多い。そのため運用にはアマチュアとしてはハイレベルの技術や知識が必要となる。 - 特に業務用でも事例が少ない77GHz帯以上の免許申請は、非常な手間と労力を要する状況である。 - このため、ごく一部のハイレベルの（プロ級に近い）技術を持つ人たちによって、山岳間を結ぶ通信実験が行われている状況である。 - レピーターは、10.1GHz帯で許可される。 - EMEは、10.4GHz帯で許可される。 - アマチュア衛星通信、ATVは、10.1GHz帯、10.4GHz帯で許可される。 - アシスト（レピーター相互の通信を行う）局は、10.1GHz帯で許可される。 - 10.1GHz帯、10.4GHz帯のアマチュア業務は二次業務であり、一次業務として無線標定用の各種レーダーに割り当てられており、これを妨害してはならない。 - 24GHz帯はISMバンド内にある。 - 78GHz帯、135GHz帯、250GHz帯にアマチュア衛星業務は許可されていない。 |
| 4630kHz                  | 4630kHz （4630kHz） | - 「アマチュア局が動作することを許される周波数帯」ではなく、総務省令電波法施行規則第12条第13項に「無線電信により非常通信を行う無線局は、なるべくA1A電波4,630kHzを送り、及び受けることができるものでなければならない」と規定されている周波数で、無線電信局であれば種別を問わず免許される。アマチュア局が、自衛隊や漁業無線局等と直接連絡が取れる。 - 無線局運用規則第134条には「非常事態が発生した場合、その事実を知った無線電信局はこの周波数で定時（毎正時からと30分からのそれぞれ10分間）、努めて聴守すること」と規定されている。同規則第130条にはまた「相手局との通信が設定された後は、通常使用する周波数へ移行（通信周波数を変更）しなくてはならない（原則）。ただし、通常使用する電波によって通信ができないか、著しく困難な場合にはこの限りではない（例外）」と規定されている。実際には、アマチュア局と他の業務無線局とでは免許されている周波数が異なるので、例外規定により呼出し設定後も非常通信周波数をそのまま使用して非常通信を継続することになる。 - モールス電信のみが可能で、第三級アマチュア無線技士以上の資格が必要である。また法定されていないが、和文電信や電報送受の能力が要求される。 - 29.7MHz以下においてA1Aの希望が他に無い場合、4630kHzの保証を受けることはできない。 - 一部のアマチュア局有志はこの周波数で通信訓練を定期的に行っている（4630全国ハムネット）。 |

### 運用
アマチュア無線を運用するには、アマチュア無線技士又は相当する国内外の資格を取得し、アマチュア局を個人で開設するか又は社団局の構成員もしくはゲストオペレータとならなければならない。
これらについてはアマチュア無線技士、アマチュア局およびアマチュア局の開局手続きを参照のこと。
無線局免許状には、使用を許可されたアマチュアバンドが指定周波数により表示される。
アマチュア局は、無線局免許状の指定事項およびバンドプランの使用区分を守り、運用しなければならない。
実際の運用においては、無線局運用規則第257条により、「アマチュア局においては、その発射の占有する周波数帯幅に含まれているいかなるエネルギーの発射も、その局が動作することを許された周波数帯から逸脱してはならない。」と定められているため、特にバンドエッジ付近では、発射する電波の型式によってはアマチュア局が動作することを許される周波数帯から周波数成分がはみ出すため、エッジの周波数はセットしないなど、占有周波数帯幅を十分に考慮して使用する必要がある。
また、慣習に基づく周波数の使い分け（例：3.757MHzと7.195MHzはAM専用、7.000～7.005MHzや21.295MHzは日本国外との長距離通信「DX」専用、50.500～50.600MHz付近にAMは多い、非常事態発生時はメインチャンネル（バンドプランにおいてFMで連絡設定を行うことと指定されている周波数51MHz、145MHz、433MHz、1295MHz、2427MHz、5760MHz、10.24GHz）を努めて聴守するなど）がある。

### 歴史
日本における無線に関する最初の法律は1900年（明治33年）に施行された電信法である。無線電信は政府が管掌し、私設は一切禁じられていた。個人研究家によるアマチュア無線はもちろん、企業の無線実験施設さえも認められなかった。この種の施設が認められたのは無線電信法以降である。

#### 無線電信法
| 年                | できごと |
| ----------------- | --- |
| 1915年 (大正4年)  | 無線電信法が制定された。 1915年（大正4年）11月1日に無線電信法、私設無線電信通信従事者資格検定規則、私設無線電信規則が施行された。企業や個人の無線実験施設が無線電信法第2条第5号で定められ、逓信大臣の許可により運用できることになった。いわゆるアマチュア局に相当する実験施設を許可するために最低限必要となる規則が法的に整えられた。 |
| 1921年 (大正10年) | 中波300m（1MHz）付近で真空管式無線電話を実験する不法施設が現れた。1923年（大正12年）になると、これらの不法施設の数はおよそ500局に増加したが、そのほとんどが波長200-400m（750-1,500kHz）で5W以下の無線電話だった。 |
| 1925年 (大正14年) | 短波の無線電信を使う新しい不法施設が現れはじめた。 |
| 1926年 (大正15年) | 6月に短波のグループにより日本アマチュア無線連盟（JARL）が設立され、その宣言を世界に打電したが、許可を得たものではなかった。 |
| 1927年 (昭和2年)  | 第3回国際無線電信会議（ワシントン会議）で アマチュア無線の周波数が、1.715-2.0Mc（共用）、3.5-4.0Mc（共用）、7.0-7.3Mc、14.0-14.4Mc、28.0-30.0Mc、56.0-60.0Mcの6バンドが承認された。 |
| 1928年 (昭和3年)  | 逓信省が素人（アマチュア無線家のこと）の私設無線施設に38m(7900kc)の指定を開始した。 - 以降、21.13m(14200kc)、9.68m(31000kc)、5.17m(58000kc)などが指定されるようになった。 |
| 1929年 (昭和4年)  | 1月1日ワシントン会議の諸規則が発効した。 - 新設局に1775kcの倍数の周波数を許可するようになった 9月12日逓信省「信第833号」により素人を含む私設の無線施設には1775kc、3550kc、7100kc、14200kc、28400kHz、56800kcの6波の中から指定するものとされた。 - 他の周波数も指定される余地はあった。                                                |
| 1933年 (昭和8年)  | 昭和8年12月29日逓信省令第60号私設無線電信電話規則が制定された。 - 私設無線施設に関する規定が明文化された。 |
| 1934年 (昭和9年)  | 8月12日に陸軍海軍逓信三省電波統制協定が制定され、私設無線施設に6波を指定することがそのまま取り入れられた。 |
| 1939年 (昭和14年) | 7月27日逓信省告示第2176号により私設無線施設は6波のみに制限された。 |
| 1941年 (昭和16年) | 12月8日の太平洋戦争開戦（大東亜戦争）により、私設無線施設の運用は禁止された。 - 周波数の指定が取り消されたということではない。 |

注「無線局」という文言は無線電信法令に規定されておらず、「私設無線電信電話実験局」は通称であった。

#### 電波法
電波法が1950年（昭和25年）5月2日に制定、6月1日に施行された。
注 参考のため、アマチュアバンドに割り当てられた後に、競合するよう割り当てられた他業務の周波数についても記載する。
| 年                | 月日 | できごと |
| ----------------- | --- | --- |
| 1950年 (昭和25年) | 6月30日 | 電波法施行規則および無線局運用規則が、昭和25年6月30日電波監理委員会規則第3号および第7号として制定された。 - 両規則は11月30日に、昭和25年11月30日電波監理委員会規則第11号および第17号となった。 |
| 1952年 (昭和27年) | 3月11日 | GHQが日本国政府に「アマチュア無線禁止に関する覚え書」を解除した旨を通告した。 |
| 1952年 (昭和27年) | 7月29日 | 20 局に予備免許が与えられた。この時点で、アマチュア無線用に割り当てられた周波数は、以下のものである。 電信用: 7032.5kc、7065kc、7075kcの3波：第一級のみ 電話用: 7050kc、7087.5kcの2波：第一級および旧第二級 アマチュア無線が正式に再開された日でもあり、JARLは1973年にアマチュア無線の日と制定した。 |
| 1952年 (昭和27年) | 8月27日 | 以下の 5 局に本免許が与えられた。 JA1AB、JA1AF、JA1AH、JA1AJ、JA3AA |
| 1953年 (昭和28年) | 5月13日 | 通達郵波陸第1463号により、3.5Mcの4波が割り当てられた。 電信用: 3520kc、3524kcの2波：第一級のみ 電話用: 3504kc、3510kcの2波：第一級および旧第二級 |
| 1954年 (昭和29年) | 12月3日 | 通達郵波陸第2783号により、3.5Mc帯（3500～3575kc）および7Mc帯（7000～7100kc）がバンド指定で割り当てられた。 |
| 1955年 (昭和30年) | 3月4日 | 「アマチュア局が動作することを許される周波数帯」が、昭和30年3月4日郵政省告示第249号として制定され、2月1日にさかのぼって適用された。このとき割り当てられたのは、次のバンド（指定周波数）である。 - 3500～3575kc（3537.5kc） - 7000～7100kc（7050kc） - 14000～14350kc（14175kc） - 21000～21450kc（21225kc） - 28000～29700kc（28850kc） - 50～54Mc（52Mc） - 144～148Mc（146Mc） - 1215～1300Mc（1257.5Mc） - 2300～2450Mc（2375Mc） - 5650～5850Mc（5750Mc） - 10000～10500Mc（10250Mc） |
| 1957年 (昭和32年) | 12月20日 | 昭和32年12月20日郵政省告示第1171号が施行された。 - IGY（国際地球観測年）活動の一環で、時限措置として 7Mc帯の割当てが 7000～7150kcに拡張された。 |
| 1958年 (昭和33年) | 11月5日 | 昭和33年11月5日郵政省令第26号により、電波法施行規則が改正され「無線電信により非常通信を行う無線局はなるべくA1電波4630kcを送り、及び受けることができるものでなければならない」とされた。 - アマチュア局にも4630kcが免許されることとなった。 |
| 1960年 (昭和35年) | 2月12日 | 昭和35年2月12日郵政省告示第85号が施行され、拡張された7000～7150kcの割当てが12月31日までとされた。 |
| 1960年 (昭和35年) | 6月30日 | 昭和35年6月30日郵政省告示第482号により「アマチュア局が動作することを許される周波数帯」が一部改正された。 - 144Mc帯が、144～148Mcから144～146Mcに削減された（後に146～148Mcは、警察・消防無線などに割り当てられた）。 |
| 1960年 (昭和35年) | 7月30日 | 435Mcが割り当てられた。 - 無線標定業務（航空機の電波高度計）に混信を与えないため、スポット周波数のみが割り当てられた。 |
| 1961年 (昭和36年) | | |
| 3月3日            | JARLがバンドプランを制定したが、法的強制力をもたない紳士協定であった。 | |
| 4月30日           | 7Mc帯の拡張が終了した。 | |
| 10月19日          | 昭和36年10月19日郵政省告示第712号により「アマチュア局が動作することを許される周波数帯」が全部改正され7月1日にさかのぼって適用された。このとき割り当てられたのは次のバンド（指定周波数）である。 - 3500～3575kc（3537.5kc） - 7000～7100kc（7050kc） - 14000～14350kc（14175kc） - 21000～21450kc（21225kc） - 28000～29700kc（28850kc） - 50～54Mc（52Mc） - 144～146Mc（145Mc） - 1215～1300Mc（1257.5Mc） - 2300～2450Mc（2375Mc） - 5650～5850Mc（5750Mc） - 10000～10500Mc（10250Mc） - 21～22Gc（21.5Gc） これにより、 - 21Gc帯（21～22Gc）が割り当てられた。 また、 - 1200Mc帯（1215～1300Mc）、2400Mc帯（2300～2450Mc）、5600Mc帯（5650～5850Mc）、10Gc帯（10000～10500Mc）は固定、移動、無線標定業務に混信を与えないこと（二次業務） - 2400Mc帯（一部）、5600Mc帯（一部）はISMバンドからの混信を容認しなければならないこと とされた。 | |
| 1964年 (昭和39年) | 1月16日 | 昭和39年1月16日郵政省告示第12号により「アマチュア局が動作することを許される周波数帯」が一部改正された。 - 435Mcスポットから430～440Mc（指定周波数435Mc）のバンドに拡張された。 - 電波高度計に混信を与えないこと（二次業務）とされた。 |
| 1964年 (昭和39年) | 4月4日 | 昭和39年通達郵波陸第214号により1880kcが割り当てられた。 - 第一級アマチュア無線技士に電信を1965年12月31日まで割り当てるものとされた。 - LORANに混信を与えないこと（二次業務）とされた。 |
| 1965年 (昭和40年) | 12月31日 | 1880kcの割当てが終了した。 |
| 1966年 (昭和41年) | 6月15日 | 昭和41年6月15日郵政省告示第492号により「アマチュア局が動作することを許される周波数帯」が一部改正された。 - 1.9Mc帯（1907.5～1912.5kc（指定周波数1910kc））が割り当てられた。 |
| 1971年 (昭和46年) | 9月1日 | JARLがV・UHF帯使用区分（チャンネルプラン）を制定した。 |
| 1972年 (昭和47年) | 7月1日 | 計量法の改正に伴い、周波数の単位がサイクル（c）からヘルツ（Hz）に変更された。 |
| 1973年 (昭和48年) | 1月11日 | 昭和48年1月11日郵政省告示第11号により一部改正された「アマチュア局が動作することを許される周波数帯」が1月1日にさかのぼって適用された。 - 21GHz帯（21～22GHz）が削除された。 - 24GHz帯（24～24.05GHz（指定周波数24.025GHz））、24.1GHz帯（24.05～24.25GHz（指定周波数24.15GHz））が割り当てられた。 また、 - 24GHz帯、24.1GHz帯はISMバンドからの混信を容認しなければならないこと - 24.1GHz帯は無線標定業務に混信を与えないこと（二次業務） とされた。 |
| 1975年 (昭和50年) | 1月29日 | 昭和50年1月29日郵政省告示第61号により「アマチュア局が動作することを許される周波数帯」が一部改正された。 - 3.8MHz帯（3793～3802kHz（指定周波数3797.5kHz））が割り当てられた。 |
| 1976年 (昭和51年) | 1月19日 | 昭和51年1月19日郵政省告示第31号により一部改正された「アマチュア局が動作することを許される周波数帯」が1月1日にさかのぼって適用された。 - 7MHz帯、14MHz帯（一部）、21MHz帯、28MHz帯、144MHz帯、430MHz帯（一部）、24GHz帯に宇宙無線通信が許可された。 - 430MHz帯が電波高度計に混信を与えないこととすることが削除された。 |
| 1979年 (昭和54年) | 3月12日 | 昭和54年3月12日郵政省告示第138号により「アマチュア局が動作することを許される周波数帯」が一部改正された。 - 3.8MHz帯が3802～3900kHzの受信に妨害を与えないこと（二次業務）が追加された。 |
| 1982年 (昭和57年) | 4月1日 | 昭和57年3月29日郵政省告示第227号により「アマチュア局が動作することを許される周波数帯」が一部改正された。 - 10MHz帯（10100～10150kHz（指定周波数10125kHz））が割り当てられた。 - 固定業務に妨害を与えないこと（二次業務）とされた。 |
| 1982年 (昭和57年) | 5月1日 | 昭和57年4月22日郵政省告示第280号により「アマチュア局が動作することを許される周波数帯」が全部改正された。 このとき割り当てられたのは次のバンド（指定周波数）である。 - 1907.5～1912.5kHz（1910kHz） - 3500～3575kHz（3537.5kHz） - 3793～3802kHz（3797.5kHz） - 7000～7100kHz（7050kHz） - 10100～10150kHz（10125kHz） - 14000～14350kHz（14175kHz） - 21000～21450kHz（21225kHz） - 28～29.7MHz（28.85MHz） - 50～54MHz（52MHz） - 144～146MHz（145MHz） - 430～440MHz（435MHz） - 1260～1300MHz（1280MHz） - 2400～2450MHz（2425MHz） - 5650～5850MHz（5750MHz） - 10～10.25GHz（10.125GHz） - 10.45～10.5GHz（10.475GHz） - 24～24.05GHz（24.025GHz） - 47～47.2GHz（47.1GHz） - 75.5～76GHz（75.75GHz） - 142～144GHz（143GHz） - 248～250GHz（249GHz） これにより、 - 1200MHz帯が1215～1300MHzから1260～1300MHzに削減されることとなった。 - 2400MHz帯が2300～2450MHzから2400～2450MHzに削減されることとなった。 - 10GHz帯が10～10.5GHzから10.1GHz帯（10～10.25GHz）と10.4GHz帯（10.45～10.5GHz）に分割、削減されることとなった。 - 24.1GHz帯が削除された。 - 47GHz帯（47～47.2GHz）、75GHz帯（75.5～76GHz）、142GHz帯（142～144GHz）、250GHz帯（248～250GHz）が割り当てられた。 - 1200MHz帯（一部）、2400MHz帯（一部）、5600MHz帯（一部）、10.4GHz帯、47GHz帯、75GHz帯、142GHz帯、250GHz帯に宇宙無線業務が許可された。 また、 - 3.8MHz帯が3802～3900kHzの受信に妨害を与えないこととすることが削除された。 - 10MHz帯、430MHz帯、1200MHz帯、2400MHz帯、5600MHz帯、10.1GHz帯、10.4GHz帯は他の業務に混信を与えないこと（二次業務） - 2400MHz帯、5600MHz帯（一部）、24GHz帯はISMバンドからの混信を容認しなければならないこと とされた。 - 削減されるバンドは「当該免許の有効期限が満了する日まで従前の例による」ため、免許状の有効期限内は従来の周波数を使うことができる。 |
| 1986年 (昭和61年) | 12月28日 | 昭和61年12月22日郵政省告示第993号により「アマチュア局が動作することを許される周波数帯」が一部改正された。 - 3.8MHz帯が3793～3802kHz から3791～3805kHz（指定周波数3798kHz）に拡張された。 - 3797.5kHzが指定されているアマチュア局は、3798kHzが指定されたとみなされ、変更申請の必要は無い。 |
| 1987年 (昭和62年) | 4月30日 | 1200MHz帯が1260～1300MHzに削減された。 2400MHz帯が2400～2450MHzに削減された。 10GHz帯が10～10.25GHzと10.45～10.5GHzに分割、削減された。 |
| 1989年 (平成元年) | 7月1日 | 平成元年6月2日第362号郵政省告示により「アマチュア局が動作することを許される周波数帯」が一部改正された。 - 18MHz帯（18068～18168kHz（指定周波数18118kHz））が割り当てられた。 - 24MHz帯（24890～24990kHz（指定周波数24940kHz））が割り当てられた。 |
| 1992年 (平成4年)  | 7月1日 | 平成4年5月14日郵政省告示第316号「アマチュア局に使用する電波の型式及び周波数の使用区別」として法制化されたバンドプランが施行された。 - 1.9MHz帯から10.1GHz帯までの使用区分が規定された。 - 10.4GHz帯以上は、免許状に電波の型式及び使用区分が記載されたときはそれによることとされた。 |
| 1994年 (平成6年)  | 5月20日 | 平成6年5月20日郵政省告示第290号により「アマチュア局が動作することを許される周波数帯」が一部改正された。 - 3.8MHz帯に3747～3754kHzが追加された。（指定周波数は3798kHzのままである。） 平成6年5月20日郵政省告示第291号により「アマチュア局に使用する電波の型式及び周波数の使用区別」が一部改正された。 - 3.8MHz帯の使用区分が規定された。 |
| 1994年 (平成6年)  | 9月27日 | 平成6年9月27日郵政省告示第516号に、JARLに144MHz帯及び430MHz帯の規正広報用アマチュアガイダンス局が免許されたことが告示された。 |
| 1996年 (平成8年)  | 8月6日 | 平成8年8月6日郵政省告示第412号に郵政省に430MHz帯及び1200MHz帯の規正通報用電監規正局が承認されたことが告示された。 |
| 1997年 (平成9年)  | 4月1日 | 平成8年12月27日郵政省告示第664号により「アマチュア局に使用する電波の型式及び周波数の使用区別」が全部改正された。 |
| 2000年 (平成12年) | 4月1日 | 平成12年3月29日郵政省告示第189号により「アマチュア局が動作することを許される周波数帯」が一部改正された。 - 1.8MHz帯（1810～1825kHz）が割り当てられた。（指定周波数1910kHzに追加された形である。） 平成12年4月1日郵政省告示第190号により「アマチュア局に使用する電波の型式及び周波数の使用区別」が一部改正された。 - 1.8MHz帯の使用区分は1.9MHz帯と同様のものと規定された。 |
| 2000年 (平成12年) | 11月30日 | 平成12年11月30日郵政省告示第746号「周波数割当計画」が施行された。 |
| 2001年 (平成13年) | 6月11日 | 平成13年6月11日総務省告示第396号に総務省に50MHz帯、144MHz帯、430MHz帯及び1200MHz帯の規正通報用電監規正局が承認されたことが告示された。 |
| 2001年 (平成13年) | 12月18日 | 平成13年12月18日総務省告示第756号により「アマチュア局に使用する電波の型式及び周波数の使用区別」が一部改正された。 - ARISSスクールコンタクトへの対応のため、144MHz帯の使用区分が変更された。 |
| 2002年 (平成14年) | 1月1日 | 平成13年12月19日総務省告示第759号により「アマチュア局が動作することを許される周波数帯」が一部改正された。 - 75GHz帯（75.5～76GHz）が2006年12月31日に削除されることとなった。 - 78GHz帯（77.5～78GHz（指定周波数77.75GHz））、135GHz帯（134～136GHz（指定周波数135GHz））が割り当てられた。 - 142GHz帯（142～144GHz）が削除された。 - 78GHz帯、135GHz帯は宇宙無線通信があわせて許可された。 |
| 2004年 (平成16年) | 1月13日 | 平成15年8月11日総務省告示第506号により「アマチュア局が動作することを許される周波数帯」が一部改正された。 - 50MHz帯（一部）、430MHz帯（一部）、1200MHz帯（一部）にEMEが許可された。 - 78GHz帯、135GHz帯、250GHz帯に宇宙無線通信が許可されなくなった。 平成15年8月11日総務省告示第508号により「アマチュア業務に使用する電波の型式及び周波数の使用区別」が全部改正された。 - 電波型式の表記が変更された。 - 18MHz帯、50MHz帯、430MHz帯、1200MHz帯の使用区分が変更された。 - 10.4GHz帯の使用区分が規定された。 |
| 2006年 (平成18年) | 12月20日 | 平成18年12月20日総務省告示第654号により「周波数割当計画」が一部改正された。 - 433.92MHzがアクティブ電子タグシステムに割り当てられた。 |
| 2006年 (平成18年) | 12月31日 | 75GHz帯（75.5～76GHz）が削除された。 |
| 2007年 (平成19年) | 8月22日 | 平成19年8月22日総務省告示第482号により「周波数割当計画」が一部改正された。 - 1281.5MHzが近距離映像伝送用の携帯局に割り当てられた。 |
| 2008年 (平成20年) | 4月28日 | 平成20年4月28日総務省告示第259号、第260号および第261号により「周波数割当計画」、「アマチュア局が動作することを許される周波数帯」および「アマチュア業務に使用する電波の型式及び周波数の使用区別」が一部改正された。 - 3.5MHz帯に3599～3612kHz、3680～3687kHzが追加された。（指定周波数は3537.5kHzのままである。） - 3.8MHz帯に3702～3716kHz、3745～3747kHz、3754～3770kHzが追加された。（指定周波数は3798kHzのままである。） - 3.5MHz帯および3.8MHz帯の使用区分が規定された。 |
| 2009年 (平成21年) | 3月30日 | 平成21年3月17日総務省告示第126号により「アマチュア局が動作することを許される周波数帯」が全部改正された。 - 135kHz帯（135.7～137.8kHz（指定周波数136.75kHz））が割り当てられた。 - 7MHz帯が7000～7100kHz から7000～7200kHz（指定周波数7100kHz）に拡張された。 - 追加された周波数はアマチュア衛星業務に使用できない。 - 第3地域の団体からかねて出されていた第2地域との周波数帯重複化を求める要望により、2003年7月の世界無線通信会議（WRC-03）において決定された、第1地域及び第3地域における7100～7200kHzのアマチュア業務への追加分配が実施されたことによる。これに伴い、同帯域の放送業務は同一帯域幅のまま100kHz上側に移行した。 平成21年3月25日総務省告示第179号により「アマチュア業務に使用する電波の型式及び使用区分」が全部改正された。 - 135kHz帯および7MHz帯の使用区分が規定された。 - 7050kHzが指定されているアマチュア局は、7100kHzが指定されたとみなされ、変更申請の必要は無い。 |
| 2010年 (平成22年) | 9月11日 | みちびきが打ち上げられた。 - 補強信号LEXに1278.75MHzを使用している。 |
| 2012年 (平成24年) | 4月17日 | 平成24年4月17日総務省告示第172号により「周波数割当計画」が一部改正された。 - 1240～1300MHzがFPU用として放送事業用に割り当てられた。 |
| 2013年 (平成25年) | 1月1日 | 平成24年12月25日総務省告示第471号により「周波数割当計画」が全部改正された。 - 472～479kHzをアマチュア無線に割り当てることができるとされた。 |
| 2015年 (平成27年) | 1月5日 | 平成26年12月17日総務省告示第430号および第432号により「アマチュア局が動作することを許される周波数帯」および「アマチュア業務に使用する電波の型式及び周波数の使用区別」が一部改正された。 - 475kHz帯（472～479kHz（指定周波数475.5kHz））が割り当てられた。 - 475kHz帯の使用区分が規定された。 |
| 2016年 (平成28年) | 8月31日 | 無人移動体画像伝送システムが制度化された。 - 5650～5755MHzをロボットやドローンの操縦用・画像伝送用の陸上移動局・携帯局が使用する。 |
| 2020年(令和2年)   | 4月21日 | 令和2年4月21日総務省告示第148号 - バンド幅拡張により、1800～1810kHz（一次業務）、1825～1875kHz（二次業務）が追加分配された。 - バンド幅拡張により、3575～3580kHz、3662～3680kHz（ともに二次業務）が追加分配された。 |

## 諸外国
各国のアマチュア無線団体によるバンドプランを掲げる。「アマチュア業務に使用する電波の型式及び周波数の使用区別」に相当するものであり、「アマチュア局が動作することを許される周波数帯」に相当するものではない。
アメリカ合衆国（American Radio Relay League）
- Band Plan

ドイツ（Deutscher Amateur Radio Club）
- Bandpläne KW
- Bandpläne UKW

カナダ（Radio Amateurs of Canada）
- Band Plans

オーストラリア（Wireless Institute of Australia）
- Band Plan Update

フランス（Réseau des Émetteurs Français）
- Plan de bandes

大韓民国（Korean Amateur Radio League）
- Band Plan in Korea

ニュージーランド（New Zealand Association of Radio Transmitters）
- NZ Repeater, Beacon (fixed stations) Maps & Bandplan InformationBand Plan Update

日本との相互運用協定の締結順